# Carol Emanuel al III-lea al Sardiniei
Carol Emanuel al III-lea (n. 27 aprilie 1701, Torino, Ducatul de Savoia – d. 20 februarie 1773, Torino, Regatul Sardiniei) a fost Duce de Savoia și rege al Sardiniei din 1730 până la moartea sa.

## Biografie

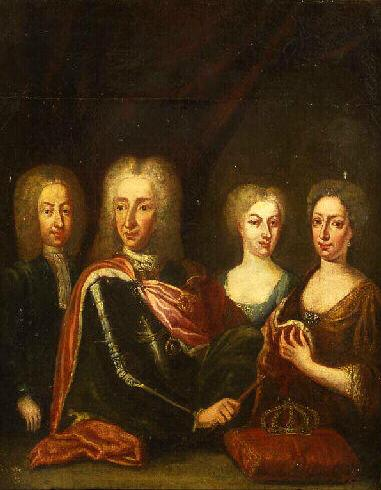
Familia regală de Savoia; (de la stânga la dreapta) Carol Emanuel III, Victor Amadeus II, Prințesa Polixena și Anne Marie d'Orléans

S-a născut la Torino ca Prinț de Savoia, fiul lui Victor Amadeus al II-lea de Savoia și a primei soții a acestuia, Anne Marie d'Orléans. Bunicii materni au fost Prințul Filip al Franței și  Prințesa Henrietta Anne, fiica mai mică a regelui Carol I al Angliei și a reginei Henrietta Maria a Franței.
Carol Emanuel a fost fratele mai mic al Prințesei Maria Adelaide de Savoia - mama regelui Ludovic al XV-lea al Franței; de asemenea, a fost fratele mai mic al Mariei Louisa de Savoia, regină a Spaniei ca soție a regelui Filip al V-lea al Spaniei. De la naștere a fost numit Duce de Aosta.
În momentul nașterii, Carol Emanuel nu era moștenitorul Ducatului de Savoia; fratele lui mai mare, Prințul Victor Amadeus, era moștenitorul aparent. Fratele său a murit însă în 1715 de variolă iar Carol Emanuel, la vârsta de 14 ani, a devenit moștenitorul ducatului.
Ca urmare a ajutorului său în Războiul spaniol de succesiune, Victor Amadeus al II-lea a fost făcut rege al Siciliei în 1713 în conformitate cu Tratatul de la Utrecht, care a pus capăt războiului. Victor Amadeus a fost nevoit să schimbe Sicilia pentru regatul mai puțin important din Sardinia în 1720, după obiecții în alianța celor patru națiuni, inclusiv mai mulți dintre foștii săi aliați. Cu toate acestea, el a păstrat noul titlul de rege. Regula era să nu mai existe regi în cadrul Imperiului, dar în cazul în care un conducător poseda, de asemenea, un teritoriu mare din afara imperiului, el putea pretinde acest titlu așa cum a făcut Electorul de Brandenburg, numindu-se rege în Prusia bazat pe suveranitatea lui asupra Ducatului Prusiei.
În ultimii ani ai vieții, Victor Amadeus era dominat de timiditate și tristețe. La 3 septembrie 1730 el a abdicat în favoarea fiului său Carol Emanuel.
După ce a petrecut o perioadă la reședința sa de la Chambéry, Victor Amadeus a început să intervină în guvernarea fiului său deși acest lucru nu l-a împiedicat pe Carol să reintroducă petrecerile și în general atmosfera gay care fusese eliminată din Torino în anii anteriori. În vara anului 1731, după ce s-a recuperat dintr-o boală potențial fatală, Victor Amadeus s-a întors pe tron. Și-a acuzat fiul de incompetență și s-a stabilit la Moncalieri; totuși, Victor Amadeus a fost arestat de către Consiliul de Coroană pentru a preveni un atac asupra Milanului. Vechiul rege a fost limitat la castelul Rivoli unde mai târziu a și murit.  

### Războiul polonez de succesiune

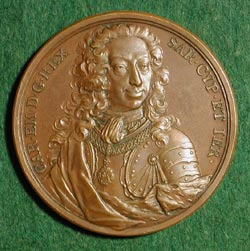
Portret al regelui Carol Emanuel al Sardiniei

În Războiul polonez de succesiune Carol Emanuel s-a situat de partea francezilor - alături de regele Stanislaw I.

După ce tratatul de alianță s-a semnat la Torino, la 28 octombrie 1733 el a pornit spre Milano și a ocupat Lombardia, fără pierderi semnificative. Cu toate acestea, atunci când Franța a încercat să-l convingă pe Filip al V-lea al Spaniei să adere la coaliție, Filip a cerut să primească Milano și Mantua în schimb. Acest lucru nu era acceptabil pentru Carol Emanuel, deoarece ar fi creat o dominația spaniolă în Italia, așa cum a fost în secolele anterioare. În timp ce negocierile au continuat cu privire la această chestiune, trupele savoiarde-franceze-spaniole au atacat Mantua sub comanda supremă a lui Carol Emanuel însuși.
Sigur că, în final Mantua va fi atribuită Spaniei. Armata franco-piemonteză a fost victorioasă în cele două bătălii de la Crocetta și Guastalla. În final, când Austria și Franța au semnat o pace, Carol a fost nevoit să părăsească Lombardia. În schimb, el a primit unele teritorii, inclusiv Langhe, Tortona și Novara.

### Războiul austriac de succesiune

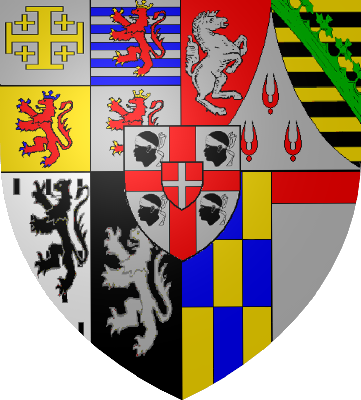
Stema de arme a regilor Sardiniei și a Casei de Savoia după 1720.

Carol Emanuel s-a implicat în Războiul austriac de succesiune în care s-a situat de partea Mariei Tereza de Austria cu sprijin financiar și naval din partea Angliei. După succese notabile, deși neconcludente inițial, el a trebuit să facă față invaziei franco-spaniolă din Savoia. Atunci când armata inamică a invadat Piemont, în 1744, el a apărat personal Cuneo împotriva asediatorilor spaniolo-francezi.
În anul următor, cu aproximativ 20.000 de oameni, el s-a confruntat cu invazia a două armate, cu un total de aproximativ 60.000 de trupe. Cele mai importante cetăți din Alessandria, Asti și Casale au căzut. În 1746, după ce a primit întăriri din Austria, el a putut să recupereze Alessandria și Asti. În 1747 a obținut o victorie zdrobitoare asupra francezilor în bătălia de la Assietta, și teritoriile sale au fost salvate atunci când câmpul de luptă s-a mutat spre nord, în Țările de Jos.
În Tratatul de la Aix-la-Chapelle el și-a arătat calitățile de negociator, obținând provinciile pierdute Nisa și Savoia și în plus Vigevano precum și alte terenuri în Pianura Padana. Legătura cu Spania a fost restabilită prin căsătoria fiului său Victor Amadeus, Duce de Savoia cu infanta Maria Antonia a Spaniei în 1750.
A refuzat să participe în Războiul de Șapte Ani  (1756–63), preferând să se concentreze pe reformele administrative pentru a menține o disciplină a armatei și pentru a-și consolida cetățile. În încercarea de a restabili starea proastă a Sardiniei nou achiziționată, el a restaurat universitățile din Sassari și Cagliari.
Carol Emanuel a murit la Torino în 1773 la vârsta de 71 de ani. A fost înmormântat la biserica Superga.

## Căsătorii și copii
S-a căsătorit de trei ori însă toate cele trei soții au murit înainte să împlinească 30 de ani. Au existat planuri pentru o căsătorie între el și Charlotte Aglaé d'Orléans însă mama lui a refuzat oferta. Amalia d'Este, de asemenea, a fost o candidată, fiica lui Rinaldo d'Este, Duce de Modena.
Prima soție a fost Contesa Palatină Anne Christine de Sulzbach (1704–1723), fiica lui Theodore Eustace, Conte Palatin de Sulzbach și a Mariei Eleonore de Hesse-Rotenburg. Ea a murit câteva zile mai târziu după ce a dat naștere unui fiu:
1. Prințul Vittorio Amedeo Theodore de Savoia (1723–1725) care a murit în copilărie.

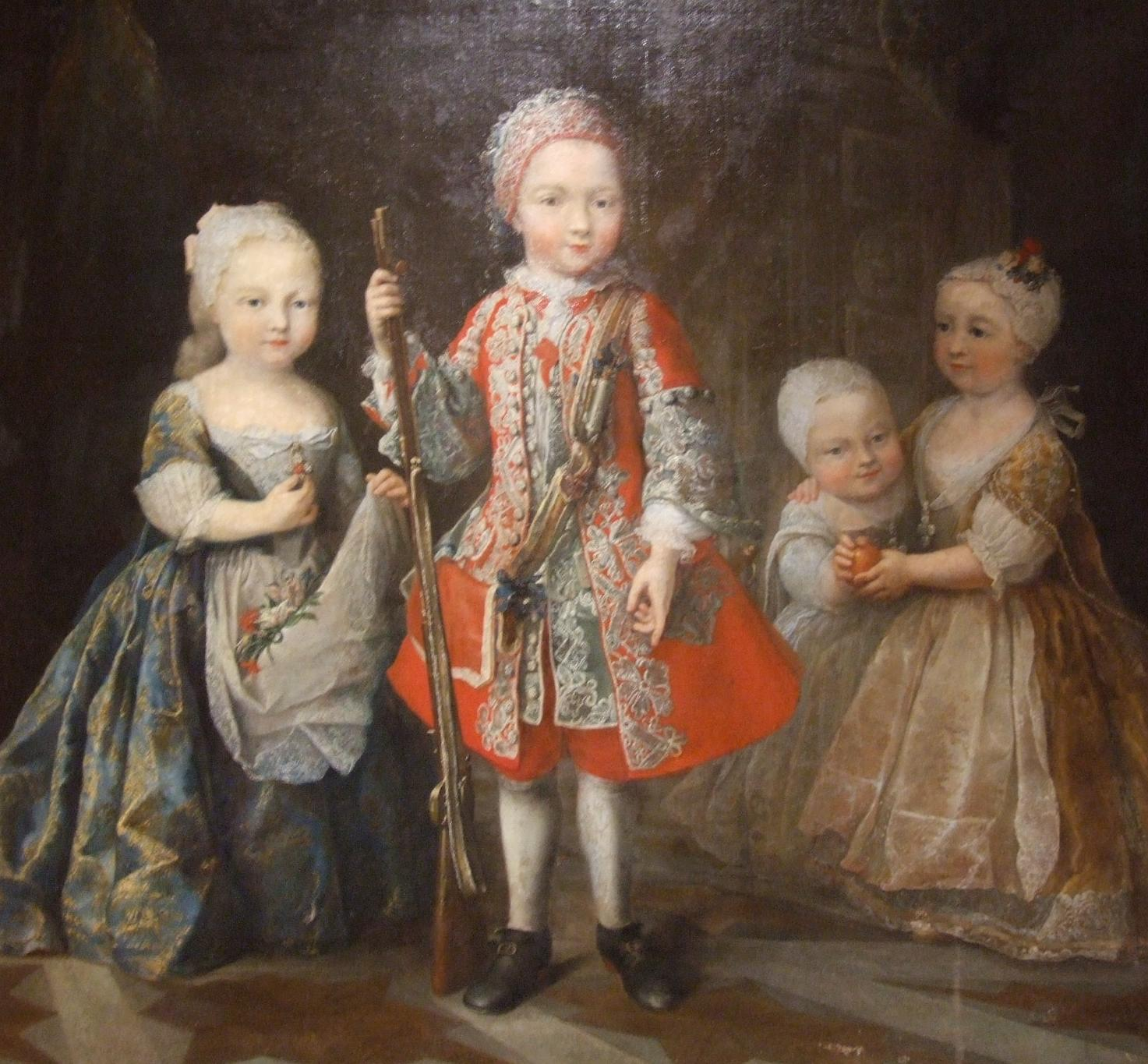
Viitorul Victor Amadeus al III-lea și trei dintre surorile sale: Eleonora, Maria Felicita și Maria Luisa Gabriella, 1730)

A doua soție a fost Polixena de Hesse-Rotenburg (1706–1735), fiica lui Ernest Leopold, Landgraf de Hesse-Rotenburg și a Mariei Anna de Löwenstein-Wertheim-Rochefort. Polixena a fost mătușa faimoasei prințese de Lamballe. Cuplul s-a căsătorit la 20 august 1724 la Thorn. Polixena și Carol Emanuel au avut șase copii:
1. Victor Amadeus al III-lea al Sardiniei (1726–1796); căsătorit cu infanta Maria Antonietta a Spaniei și au avut copii. Ei au fost strămoșii lui Henri, Conte de Chambord;
2. Prințesa Eleonora Maria Teresa de Savoia (1728–1781), necăsătorită.
3. Prințesa Maria Luisa Gabriella de Savoia (1729-d.1767), călugăriță.
4. Prințesa Maria Felicita de Savoia (1730–1801), necăsătorită.
5. Prințul Emanuele Filiberto de Savoia, Duce de Aosta (1731–1735) a murit în copilărie;
6. Prințul Carlo Francesco Romualdo de Savoia, Duce de Chablais (1733-1733) a murit în copilărie;

A treia soție a fost Prințesa Elisabeta Therese de Lorena (1711–1741) fiica lui Élisabeth Charlotte d'Orléans (nepoata regelui Ludovic al XIV-lea al Franței) și Leopold, Duce de Lorena. Cuplul s-a căsătorit în 1737. Elisabeta Therese a fost sora mai mică a lui Francisc I, Împărat Roman. Elisabeta Therese și Carol Emanuel au avut trei copii:
1. Prințul Carlo Francesco Maria Augusto de Savoia, Duce de Aosta (1738–1745) a murit în copilărie;
2. Prințesa Maria Vittoria Margherita de Savoia (1740–1742) a murit în copilărie;
3. Prințul Benedetto Maria Maurizio de Savoia (1741–1808), Duce de Chablais (-1796) și marchiz de Ivrea (1796–1808). S-a căsătorit cu nepoata lui Maria Anna, Prințesă de Savoia (1757–1824), fiica fratelui său vitreg mai mare Victor Amadeus al III-lea; nu au avut copii.

1. ↑  RKDartists, accesat în 22 iulie 2019
2. 1 2  Czech National Authority Database, accesat în 30 mai 2023